# Psicologia del Sé
La Psicologia del Sé, fondata dallo psicoanalista austriaco Heinz Kohut (1913 – 1981), è uno dei pilastri della psicologia dinamica, assieme alla teoria delle relazioni oggettuali, alla teoria delle pulsioni di Sigmund Freud, alla psicologia dell'Io di Anna Freud e alla teoria dell'attaccamento. Il costrutto psicologico è nato come necessità di un modello che spiegasse le problematiche narcisistiche (nevrosi o disturbi della personalità) dei pazienti che Kohut aveva in cura.
Il cardine centrale di questa teoria è la presenza dell'entità psichica del Sé, ossia di quella totalità psichica propria dell'individuo che si sviluppa e si consolida in funzione dell'Io ed emerge tramite il riconoscimento empatico dell'altro, diverso dal Sé. Il nucleo del Sé di un individuo si forma dal primo al terzo anno di età.

## Storia
Heinz Kohut creò la sua personale teoria del Sé nei primi anni settanta durante le sedute di analisi con i suoi pazienti affetti da disturbi non ancora chiari e non ancora sufficientemente spiegabili tramite le teorie freudiane conosciute in quegli anni.
I suoi pazienti erano affetti da disturbi depressivi e maniacali (definiti anche disturbi bipolari o psicosi maniaco-depressiva), sentimenti di grandiosità, estrema sensibilità e vulnerabilità alla propria autostima e al giudizio altrui. Questi disturbi vennero in seguito associati a difficoltà narcisistiche ed empatiche.
La sua teoria si basava sul "senso di Sé", ed il Sé divenne quindi un oggetto proprio dell'analisi, con una sua formazione, una storia, un'evoluzione e, conseguentemente, soggetto a patologie. Attualmente queste patologie rientrano sotto la voce dei disturbi di personalità, raccolte nel manuale DSM giunto alla quinta edizione.

## Il Sé

### Nascita e coesione

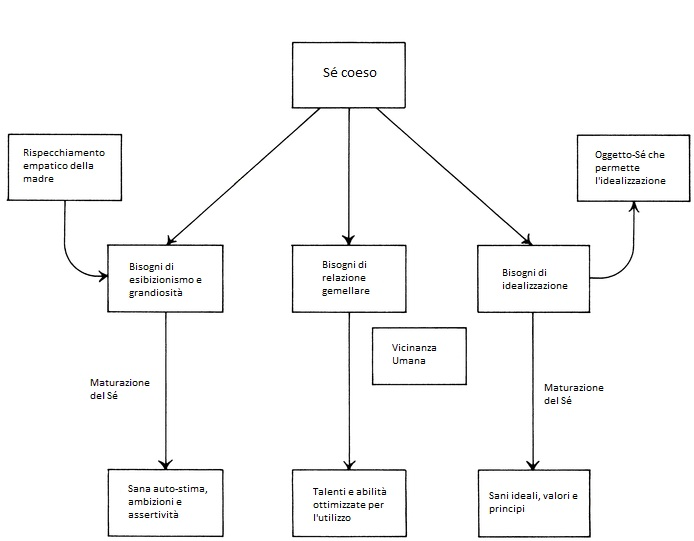
Schema riassuntivo di un Sé coeso con sufficiente rispecchiamento empatico

L'individuo, come essere vivente e da un punto di vista prettamente fisiologico e biologico, ha alcune necessità da soddisfare, come fame, sete e sonno. Il bambino si serve della sua emotività per interagire con l'ambiente. Quando le necessità di base del bambino vengono soddisfatte tramite la loro comprensione, l'individuo può crescere senza bisogni rimasti inespressi.
Il bambino cercherà lo sguardo della madre per ottenere approvazione, per ciò che prova e per ciò che è: il nucleo primordiale del Sé viene così a formarsi tramite la cristallizzazione, ossia un'operazione di "interiorizzazione trasmutante".
Nell'arco della crescita l'individuo avrà una presa di coscienza di Sé, attraverso gli oggetti che lo circondano. Nasce così l'oggetto-Sé che rappresenterà per l'individuo un importante elemento per i suoi sentimenti di coesione, elasticità e comprensione di ciò che lo circonda (in senso kleniano e winnicottiano).
Il bambino, partendo da uno stato di fusione con gli oggetti-sé, assume posizioni di grandiosità e onnipotenza cercando conferma e approvazione di "ciò che è". Se la risposta delle figure di accudimento è un riconoscimento empatico, il bambino si sentirà coeso e non subirà nessuna frammentazione.
L'oggetto-Sé e la necessaria idealizzazione e fusione con, ad esempio, la figura di uno dei due genitori, servirà al bambino per crescere. Il distacco e la de-idealizzazione graduali permetteranno in seguito la presa di coscienza e la trasformazione dei valori attraverso quelle esperienze che vengono chiamate "frustrazioni ottimali": il Sé viene pian piano spostato sotto il controllo della coscienza, dove diventa sempre più solido venendo lentamente soddisfatto un senso di sé più forte e sicuro.

### Patologie e terapie

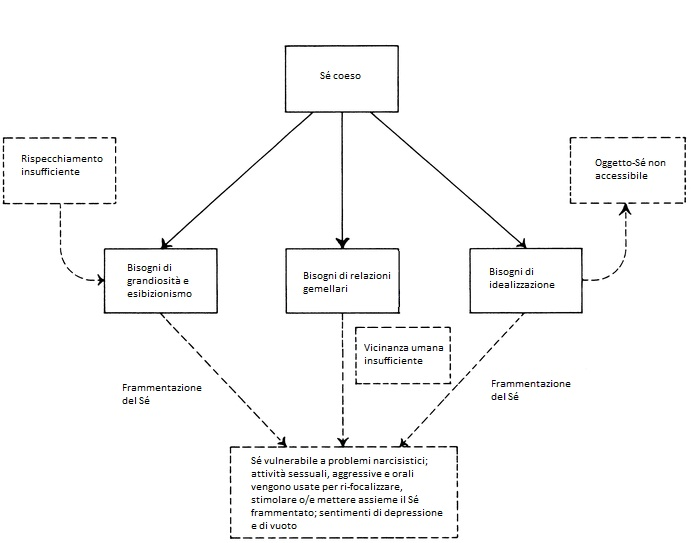
Schema riassuntivo di un Sé coeso con insufficiente rispecchiamento empatico

La depressione, che come noto è l'altro lato della medaglia della grandiosità, insieme ai sentimenti di vuoto e inutilità, sono causati dall'assenza degli oggetti-sé a causa di traumi o anche da possibili frammentazioni del Sé dovute a patologie, secondo la teoria di Kohut della personalità, degli stessi genitori, poco empatici e sensibili alle necessità del bambino. La fissazione, e quindi la non interiorizzazione, a causa dell'assenza di rappresentazioni mentali differite che fungono da contenitori di esperienze, può portare l'individuo a cercare di rivivere le tappe non sviluppate fino all'estremo tentativo di risolverle sviluppando sintomi più o meno gravi con conseguente assunzione di comportamenti (suicidio, proiezioni, senso morale assente, istrionismo, allucinazioni, violenza.). In queste fasi il rispecchiamento con individui gemellari, o dello stesso sesso, può essere usato dal soggetto per cercare il proprio Sé nell'altro-da-Sé.
La libido, in linea con le teorie pulsionali ed energetiche, verrebbe continuamente usata in modo aggressivo e compulsivo per ritrovare o riottenere quel senso di Sé perduto o troppo fragile. Resi consci i processi sottesi, il paziente può iniziare il lavoro terapeutico. I disturbi di personalità narcisistici o istrionici possono ad esempio portare alla luce problemi riguardanti una scarsa coesione e un mancato riconoscimento del Sé.
Nel processo analitico, il paziente può stabilire con il terapeuta un transfert d'oggetto-Sé speculare o idealizzante, consentendo così la formazione di una seconda possibilità di sviluppo. Quando il terapeuta ha atteggiamenti empatici, di comprensione e di rispetto, l'interiorizzazione trasmutante transferale può diventare il nucleo di un processo di costruzione delle strutture psichiche mancanti o deficitarie. L'individuo cresciuto senza ricevere un'appropriata attenzione ai propri bisogni fondamentali, e quindi privo di un Sé coeso, riuscirà allora a fare un buon lavoro analitico e a far comunicare adeguatamente le parti frammentate.